# Sport en Islande
Le sport en Islande est populaire. Les principaux sports sont le football, le handball et l'athlétisme.

## Organisation

### Fédérations sportives
- Fédération islandaise de basketball - Körfuknattleikssamband Íslands
- Fédération d'Islande de football - Knattspyrnusamband Íslands
- Fédération d'Islande de handball - Handknattleikssamband Íslands
- Fédération d'Islande de lutte - Glímusamband Íslands
- Fédération islandaise de hockey sur glace - Íslands

## Installations sportives

### Stades
|                          | Location      | Capacité | Usage                | Utilisateur principal          |
| ------------------------ | ------------- | -------- | -------------------- | ------------------------------ |
| Laugardalsvöllur         | Reykjavik     | 7 176    | Athlétisme, football | Stade national, Fram Reykjavík |
| Akranesvöllur            | Akranes       | 4 850    | Football             | ÍA Akranes                     |
| Kaplakrikavöllur         | Hafnarfjörður | 4 800    | Football             | FH Hafnarfjörður               |
| Keflavíkurvöllur         | Keflavík      | 4 000    | Football             | ÍBK Keflavík                   |
| Fylkisvöllur             | Reykjavik     | 4 000    | Football             | Fylkir Reykjavík               |
| Hásteinsvöllur           | Îles Vestmann | 3 540    | Football             | ÍBV Vestmannæyjar              |
| Akureyrarvöllur          | Akureyri      | 3 500    | Football             | KA Akureyri                    |
| Kópavogsvöllur           | Kópavogur     | 3 500    | Football             | Breiðablik Kopavogur           |
| KR-Völlur                | Reykjavik     | 3 000    | Football             | KR Reykjavík                   |
| Hlíðarendi               | Reykjavik     | 3 000    | Football             | Valur Reykjavík                |
| Ólafsfjörðurvöllur       | Ólafsfjörður  | 3 000    | Football             | Leiftur Ólafsfjörður           |
| Valbjarnarvöllur         | Reykjavik     | 2 500    | Football             | Þróttur Reykjavík              |
| Grindavíkurvöllur        | Grindavík     | 2 500    | Football             | UG Grindavík                   |
| Keppnisvöllur Vikings    | Reykjavik     | 2 000    | Football             | Víkingur Reykjavík             |
| Skautahöllin í Laugardal | Reykjavik     | 1 500    | Hockey sur glace     |                                |
| Sauðárkróksvöllur        | Sauðárkrókur  | 1 000    | Football             | Tindastóll Sauðárkrókur        |
| ÍR-Völlur                | Reykjavik     | 1 000    | Football             | IR Reykjavik                   |
| Stjörnuvöllur            | Garðabær      | 1 000    | Football             | Stjarnan Garðabær              |

### Gymnases et stades couverts
|                | Location  | Capacité | Usage    | Utilisateur principal |
| -------------- | --------- | -------- | -------- | --------------------- |
| Egilshöll      | Reykjavik | ?        | Football |                       |
| Laugardalshöll | Reykjavik | 5 500    | Handball | Valur Reykjavík       |

## Compétitions

### Sportifs
Seuls trois sportifs islandais et une équipe islandaise ont connu l'honneur d'une médaille olympique : 
- Vilhjálmur Einarsson (triple saut), médaillé d'argent aux Jeux olympiques d'été de 1956 à Melbourne ;
- Bjarni Fri∂rikssón (judo), médaillé de bronze aux Jeux olympiques d'été de 1984 à Los Angeles ;
- Vala Flosadóttir (saut à la perche), médaillée de bronze aux Jeux olympiques d'été de 2000 à Sydney ;
- Équipe d'Islande de handball masculin (handball), médaillée d'argent aux Jeux olympiques d'été de 2008 à Pékin.

Parmi les autres sportifs célèbres, peuvent être notamment cités : Eiður Smári Guðjohnsen (football), Albert Guðmundsson (football) qui joua au RC Paris et à l'OGC Nice, et Ólafur Stefánsson (handball). Chaque année, la presse islandaise élit le champion islandais de l'année. En ski alpin, un seul skieur alpin islandais a réussi la performance de monter sur un podium en coupe du monde, il s'agit de Kristinn Bjornsson au cours de deux slaloms, le premier à Park City (États-Unis) le 22 novembre 1997 avec une seconde place derrière l'Autrichien Thomas Stangassinger puis à Veysonnaz (Suisse) le 18 janvier 1998 avec la même performance derrière le même Autrichien. Il termina l'année à la 15e place du classement du slalom où d'ailleurs, il ne termina que deux courses (donc deux podiums) sur les neuf disputés.

### Clubs
La plupart des clubs islandais sont omnisports. Parmi les plus célèbres, on compte :
- Fram Reykjavík
- KR Reykjavík
- Valur Reykjavík
- IA Akranes
- KA Akureyri
- ÍBK Keflavík
- ÍBV Vestmannaeyjar

## Sports

### Football
Le football compte plus de 21 000 pratiquants en Islande selon les chiffres de l'UEFA pour un peu plus de 32 000 joueurs au total.

### Hockey sur glace
Avec 3 patinoires et plus de 500 licenciés le hockey sur glace n'est pas encore un sport très populaire sur l'île.

### Sport de force
L'Islande est réputé pour ses victoires en sport de force. L'Islande a remporté le plus de championnats The World's Strongest Man (L'Homme le plus fort du monde) avec Magnús Ver Magnússon et Jón Páll Sigmarsson (quatre victoires chacun). En dynamophilie, Benedikt Magnússon place le record soulevé de terre (deadlift) du monde, de 445 kg, à l'âge de 20 ans. Il a récemment établi le record du monde de 1 100 lbs pour le deadlift de pneus.

### Glima
Le Glima est une forme de lutte traditionnelle, qui est encore pratiqué en Islande.